# Metodo Booch

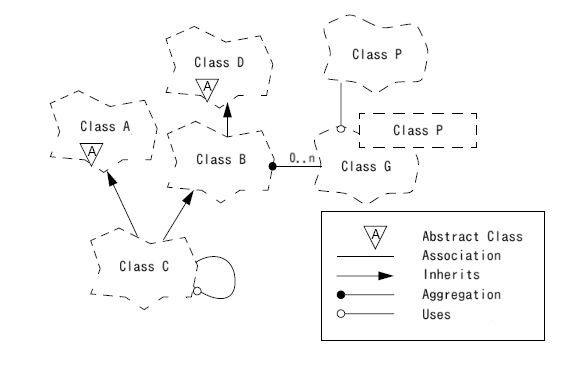
Diagramma delle classi nella notazione grafica Booch

In ingegneria del software, il metodo Booch è un metodo di modellazione a oggetti che comprende una propria notazione grafica e una propria metodologia di analisi e progetto. Fu sviluppato da Grady Booch presso Rational Software.
Il metodo Booch è una delle teorie da cui lo stesso Booch, insieme a James Rumbaugh e Ivar Jacobson, hanno preso le mosse per definire lo Unified Modeling Language (UML), oggi standard internazionale nella modellazione a oggetti. Alcuni aspetti metodologici del Booch sono stati anche incorporati nella definizione del modello di sviluppo del software Rational Unified Process (RUP).